# Dean Wooldridge
Dean Everett Wooldridge (Chickasha, 30 de maio de 1913 — Santa Bárbara, Califórnia, 20 de setembro de 2006) foi um engenheiro aeroespacial estadunidense.
Wooldridge concluiu o ensino médio com 14 anos de idade. Obteve os títulos de bacharel e mestre na Universidade de Oklahoma. Como seu futuro colega Simon Ramo, partiu para a pós-graduação no Instituto de Tecnologia da Califórnia (Caltech), onde obteve um PhD em física (summa cum laude) em 1936, estudando a separação de isótopos, orientado por William Ralph Smythe.
Após sair do Caltech foi primeiramente para os Bell Labs, onde trabalhou na teoria do magnetismo. Em 1946, ele e Simon Ramo (seu colega de classe no Caltech) tornaram-se diretores de pesquisa do departamento de eletrônica da Hughes Aircraft, e sua carreira fundiu-se à de Simon Ramo. Juntos, formaram uma equipe bem-sucedida por muitos anos, com Wooldridge concentrando-se em investimentos e aspectos gerais de negócios, enquanto Ramo liderou os esforços de pesquisa, desenvolvimento e engenharia. Em 1948 a Hughes criou seu Grupo Aeroespacial para trabalhar com a também recém-criada Força Aérea dos Estados Unidos (em inglês:  United States Air Force - USAF). Ramo e Wooldridge ficaram particularmente preocupados quando Howard Hughes evitou suas tentativas de discutir a parceria com a USAF. Em setembro de 1953 eles se demitiram juntamente e, em uma semana, formaram a Ramo-Wooldridge Corporation em 16 de setembro de 1953.

## Livros
- The Machinery of the Brain, Dean Wooldridge, McGraw-Hill (1963), ASIN: B000GRLHYA
- The Machinery of Life, Dean Wooldridge, McGraw-Hill (1966)
- Mechanical Man: The Physical Basis of Intelligent Life, Dean Wooldridge, McGraw-Hill (1968), ASIN: B000BTNUHA
- Sensory Processing in the Brain, Dean Wooldridge, John Wiley & Sons Inc (August 1979), ISBN 0-471-05269-8